# Alexander Munro

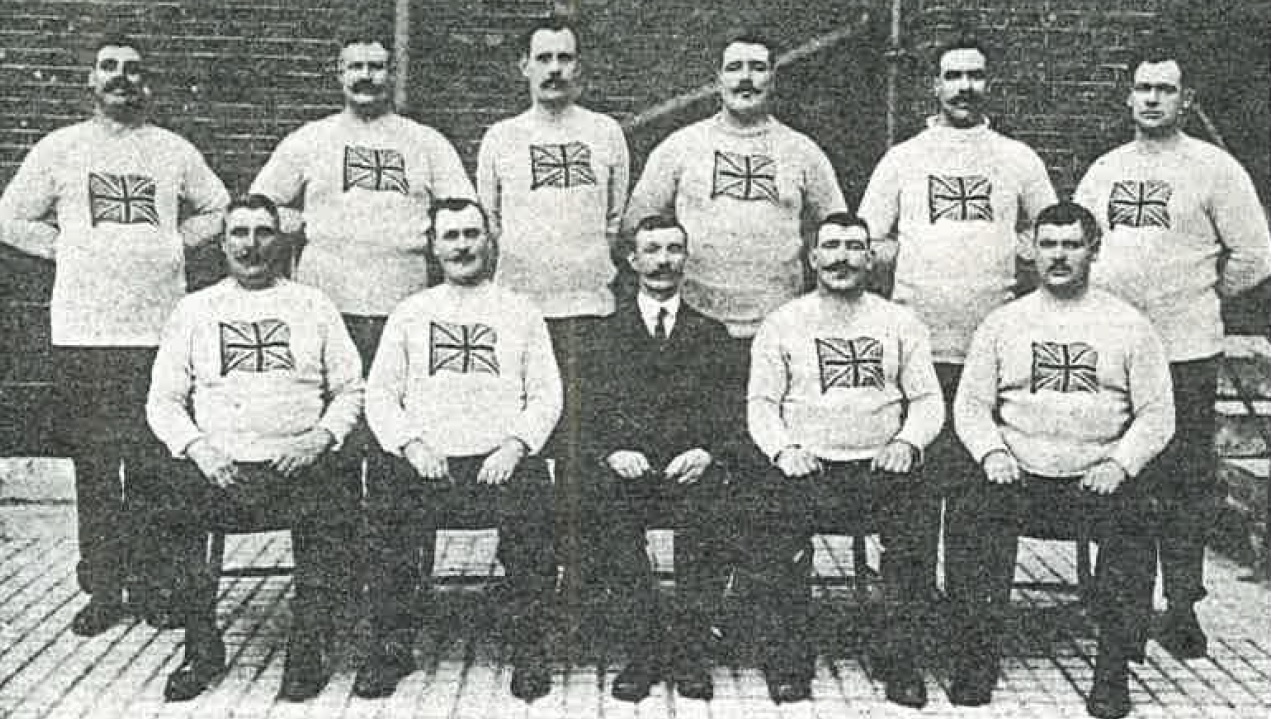
El segundo desde la izquierda es Alexander Muro y el resto de personas son compañeros del equipo británico de la Policía Metropolitana División "K"

Alexander Munro (Stornway, 30 de noviembre de 1870 - ídem 3 de enero de 1934) fue un líder británico, luchador, y competidor del tira y afloja que participó en los Juegos Olímpicos de Londres 1908 y los Juegos Olímpicos de Estocolmo 1912.
En 1908 ganó la medalla de bronce como miembro del equipo británico de la Policía Metropolitana División "K". Cuatro años después  ganó la medalla de plata como miembro del equipo británico de City of London Police.
En 1908, Munro era también el campeón de lucha escocesa, pero perdió un partido ante Georg Hackenschmidt.